# 노신경
노신경(Radial nerve) 또는 요골신경(橈骨神経)은 위팔 뒷면을 담당하는 신경이다. 이 신경은 위팔세갈래근(상완삼두근)의 가쪽갈래(lateral head)와 안쪽갈래(medial head)로 분포되어있다. 또한 아래팔뒤칸(posterior compartment of the forearm)의 12개의 근육과 연관된 관절과 피부에도 연결되어 있다.
이 신경은 팔신경얼기(brachial plexus)에서 시작하며, 척주의 C5, C6, C7, C8, T1의 앞가지에서 신경 섬유가 나온다.